# Real brasiler
El real (símbol: R$, codi ISO 4217: BRL, plural: reais) és la moneda actual del Brasil. Es divideix en 100 centaus (en portuguès centavos). També és el nom de la primera moneda brasilera (vegeu Del període colonial al 1942).

## Història

### Del període colonial al 1942
El real (plural réis) va ser la moneda que utilitzaven els primers colonitzadors portuguesos quan van arribar al Nou Món, però la primera moneda oficial en circulació que duia el nom de "real" fou l'emesa el 1654 pels holandesos durant la seva ocupació de part del nord-est del Brasil. El real colonial no es dividia en moneda fraccionària.

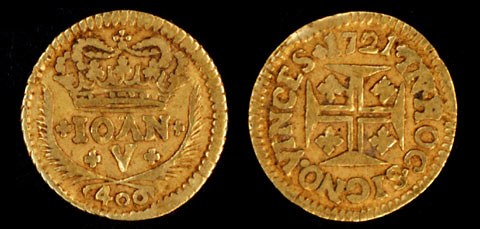
400 réis de Joan V del 1721

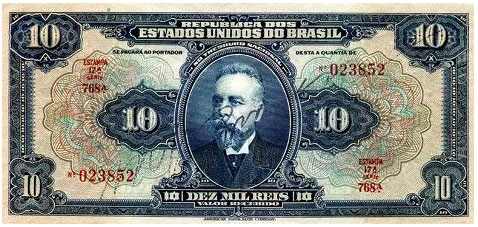
10.000 réis del 1925

El real va esdevenir la moneda oficial del Brasil el 1690, i ho va continuar sent fins al 1942, en què fou substituït pel cruzeiro.
Durant la seva llarga existència, el real es va veure afectat per la inflació i es va devaluar fins a extrems increïbles: un antic real va passar a costar-ne mil i més endavant un milió a les acaballes de l'època coneguda com la República Velha (1889-1930).

### Del 1994 a l'actualitat
El real (plural reais) es va establir l'1 de juliol de 1994 durant la presidència d'Itamar Franco, quan Fernando Henrique Cardoso era el ministre de Finances, com a part d'un pla més extens per estabilitzar l'economia brasilera, conegut com el Plano Real, i va substituir el cruzeiro real, de curta vida (1993-94).
Segons els experts en economia, una de les causes de la inflació al Brasil era el fenomen de l'anomenada inflació inercial, en què els preus es reajustaven diàriament segons les variacions de l'índex de preus i els tipus de canvi de la moneda local respecte al dòlar. El Ministeri llavors va crear una unitat no monetària, la Unidade Real de Valor ("URV"), que equivalia a un dòlar EUA. Tots els preus apareixien marcats en cruzeiros reais i en URV, però només es podia pagar en la primera moneda. Els preus en URV no van canviar durant tot aquest temps, mentre que l'equivalent en cruzeiros reais s'incrementava nominalment cada dia.
El primer de juliol de 1994, el real va esdevenir la moneda de curs legal, a raó d'1 R$ = 1 URV. En aquella data, el tipus de canvi del cruzeiro real respecte a la URV era de 2.750 CR$ per cada URV (és a dir, el tipus de canvi del dòlar EUA respecte al cruzeiro real d'aquell dia determinat), i es va produir un procés massiu de canvi de bitllets, a causa de la desmonetització (o pèrdua del valor legal) del cruzeiro real.
El real al començament va perdre valor respecte al dòlar EUA fins al final del 2002, quan 1 dòlar equivalia a uns 3,70 R$. Des d'aleshores, però, en un abrupte i sorprenent canvi de tendència, el real s'ha fet cada cop més fort respecte al dòlar, igual com han fet, d'ençà del començament del 2005, moltes altres monedes del món com ara l'euro i el ien. Així, l'1 d'octubre del 2005, 1 dòlar valia uns 2,25 R$.

## Monedes i bitllets

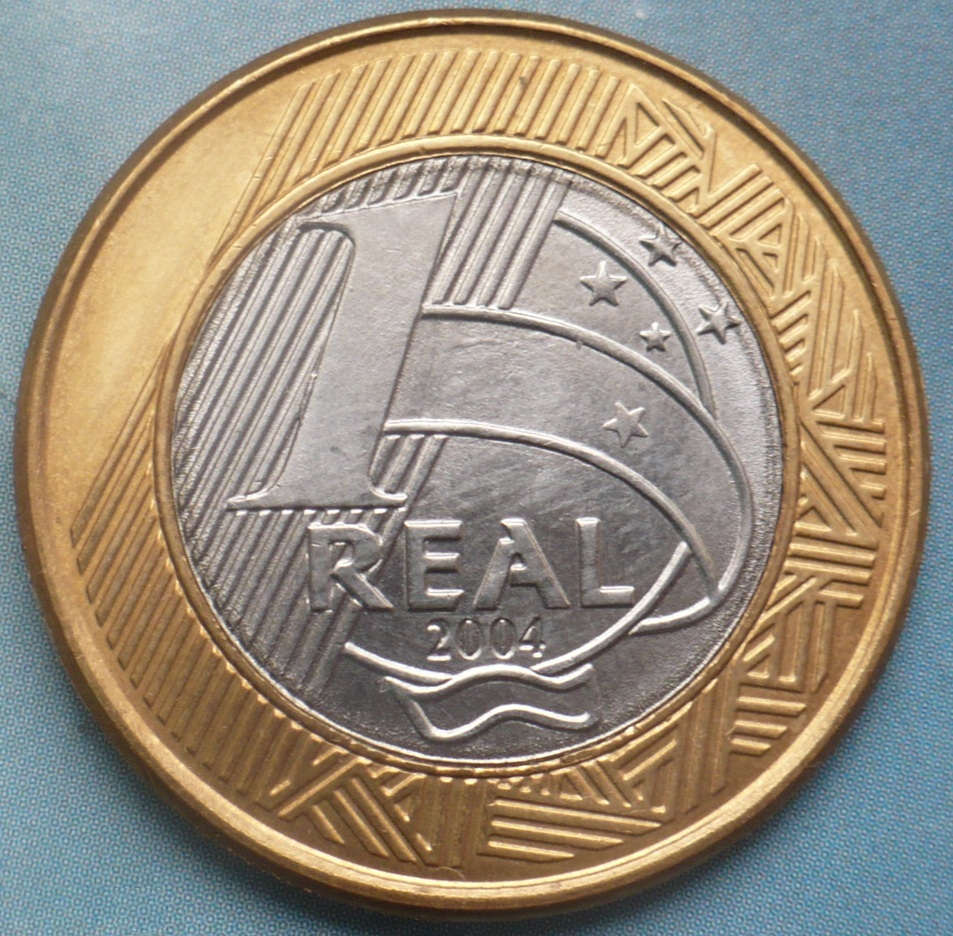
Moneda d'1 real del 2004

Actualment hi ha en circulació monedes de dues menes, les encunyades el 1994 (d'acer inoxidable) i les encunyades el 1998. Aquestes segones tenen mides i materials diferents per afavorir-ne la distinció a primera vista i per fer-ne més difícil, també, la falsificació. Totes dues sèries de monedes estan en vigor, si bé hi ha plans per retirar de la circulació les més antigues; de fet, el 23 de desembre del 2003 ja es va retirar la moneda d'un real de la primera sèrie, i ara només amb aquest valor només circulen les de la segona. Tant de l'una com de l'altra, els valors són: 1, 5, 10, 25 i 50 centavos i 1 real.

### Primera sèrie de bitllets (1994–2010)
El 1994 es van introduir bitllets en denominacions d'1, 5, 10, 50 i 100 reais. A continuació es van produir de 2 reals el 2000 i 20 reals el 2001. El 31 de desembre de 2005, el BCB va deixar de produir el bitllet d'1 real.
| Sèries de reals | Sèries de reals | Sèries de reals | Sèries de reals | Sèries de reals                                  | Sèries de reals                              | Sèries de reals |
| Image           | Image           | Valor           | Dimensions      | Descripció                                       | Descripció                                   |                 |
| Anvers          | Reverse         | Valor           | Dimensions      | Anvers                                           | Reverse                                      |                 |
| --------------- | --------------- | --------------- | --------------- | ------------------------------------------------ | -------------------------------------------- | --------------- |
|                 |                 | 1 real          | 140 mm × 65 mm  | L'efígie de la República representada en un bust | Colibrí amazília gorjablau (Amazilia lactea) |                 |
|                 |                 | 2 reais         | 140 mm × 65 mm  | L'efígie de la República representada en un bust | Tortuga carei (Eretmochelys imbricata)       |                 |
|                 |                 | 5 reais         | 140 mm × 65 mm  | L'efígie de la República representada en un bust | Agró blanc (Casmerodius albus)               |                 |
|                 |                 | 10 reais        | 140 mm × 65 mm  | L'efígie de la República representada en un bust | Guacamai roig alaverd (Ara chlorepterus)     |                 |
|                 |                 | 20 reais        | 140 mm × 65 mm  | L'efígie de la República representada en un bust | Tití lleó daurat (Leontopithecus rosalia)    |                 |
|                 |                 | 50 reais        | 140 mm × 65 mm  | L'efígie de la República representada en un bust | Jaguar (Onça pintada, Panthera onca)         |                 |
|                 |                 | 100 reais       | 140 mm × 65 mm  | L'efígie de la República representada en un bust | Anfós (Epinephelus marginatus)               |                 |

### Segona sèrie de bitllets (2010–present)
El 3 de febrer de 2010, el Banc Central del Brasil va anunciar una nova sèrie de bitllets que van començar a distribuir-se a l'abril de 2010. El nou disseny va afegir millores de seguretat per intentar reduir la falsificació. Els bitllets tenen diferents mides segons els seus valors per ajudar els persones amb visió reduïda. Els canvis es van fer reflectint el creixement de l'Economia del Brasil i la necessitat d'una moneda més forta i segura. Els nous bitllets van començar a entrar en circulació el desembre del 2010, coexistint amb els més antics.
| Sèries de 2010, 2011 i 2012 | Sèries de 2010, 2011 i 2012 | Sèries de 2010, 2011 i 2012 | Sèries de 2010, 2011 i 2012 | Sèries de 2010, 2011 i 2012 | Sèries de 2010, 2011 i 2012                                         | Sèries de 2010, 2011 i 2012               | Sèries de 2010, 2011 i 2012 | Sèries de 2010, 2011 i 2012            | Sèries de 2010, 2011 i 2012 |
| Image                       | Image                       | Value                       | Dimensions                  | Color dominant              | Descripció                                                          | Descripció                                | Data de primera publicació  | Filigrana                              |                             |
| Anvers                      | Revers                      | Value                       | Dimensions                  | Color dominant              | Anvers                                                              | Revers                                    | Data de primera publicació  | Filigrana                              |                             |
| --------------------------- | --------------------------- | --------------------------- | --------------------------- | --------------------------- | ------------------------------------------------------------------- | ----------------------------------------- | --------------------------- | -------------------------------------- | --------------------------- |
|                             |                             | 2 reais                     | 121 mm × 65 mm              | Blau                        | Patró d'ones; efígie de la República                                | Tortuga carei (Eretmochelys imbricata)    | 29 juliol 2013              | Tortuga carei i electrotype 2          |                             |
|                             |                             | 5 reais                     | 128 mm x 65 mm              | Purpúria                    | Plantes; efígie de la República                                     | Agró blanc (Casmerodius albus)            | 29 juliol 2013              | Agró blanc i electrotype 5             |                             |
|                             |                             | 10 reais                    | 135 mm × 65 mm              | Vermell                     | Plantes; efígie de la República                                     | Guacamai roig alaverd (Ara chlorepterus)  | 23 juliol 2012              | Guacamai roig alaverd i electrotype 10 |                             |
|                             |                             | 20 reais                    | 142 mm × 65 mm              | Groc                        | Plantes; efígie de la República                                     | Tití lleó daurat (Leontopithecus rosalia) | 23 juliol 2012              | Tití lleó daurat i electrotype 20      |                             |
|                             |                             | 50 reais                    | 149 mm × 70 mm              | Marró                       | Plantes selvàtiques; efígie de la República                         | Jaguar (Panthera onca)                    | 13 desembre 2010            | Jaguar i electrotype 50                |                             |
|                             |                             | 100 reais                   | 156 mm × 70 mm              | Cian                        | Plantes submarines i estrella de mar; efígie de la República; coral | Anfós (Epinephelus marginatus); coral     | 13 desembre 2010            | Anfós i electrotype 100                |                             |

### Billets commemoratius
A l'abril del 2000, en commemoració del 500 aniversari de l'arribada portuguesa a les ribes brasileres, el Banc Central brasiler va llançar un bitllet de polímer de 10 reais que circula juntament amb la resta. La Casa da Moeda do Brasil va imprimir 250 milions d'aquests bitllets, que aleshores representaven aproximadament la meitat dels bitllets de 10 reais en circulació.
| Anvers | Revers | Valor    | Any  | Material | Descripció |
| ------ | ------ | -------- | ---- | -------- | --- |
|        |        | 10 reais | 2000 | Polímer  | Anvers: Imatge de Pedro Álvares Cabral, descobridor del Brasil. Revers: Versió estilitzada del mapa del Brasil, amb imatges que posen de manifest la pluralitat ètnica i cultural del país. |

Les monedes i els bitllets brasilers són emesos pel Banc Central del Brasil (Banco Central do Brasil) i realitzats per la Casa de la Moneda del Brasil (Casa da Moeda do Brasil).

## Taxes de canvi
- 1 EUR = 5,42 BRL (9 de març del 2020)
- 1 USD = 4,74 BRL (9 de març del 2019)